# Campeonato Mundial de Atletismo de 2011 - 200 m feminino
A prova dos 200 metros feminio do Campeonato Mundial de Atletismo de 2011 foi disputada entre 1 e 2 de agosto no Daegu Stadium, em Daegu.

## Recordes
Antes desta competição, os recordes mundiais e do campeonato nesta prova eram os seguintes. 
| Tipo                  | Atleta                   | Tempo | Local | Data                   | Ref |
| --------------------- | ------------------------ | ----- | ----- | ---------------------- | --- |
|                       | Florence Griffith-Joyner | 21.34 | Seul  | 29 de setembro de 1988 | ver |
| Recorde do campeonato | Silke Gladisch-Möller    | 21.74 | Roma  | 3 de setembro de 1987  | ver |

## Medalhistas
| Ouro                          | Prata                 | Bronze              |
| Veronica Campbell-Brown (JAM) | Carmelita Jeter (USA) | Allyson Felix (USA) |

## Cronograma
| Data          | Hora  | Evento    |
| ------------- | ----- | --------- |
| 1 de setembro | 10:50 | Bateria   |
| 1 de setembro | 19:25 | Semifinal |
| 2 de setembro | 20:55 | Final     |

Todos os horários são horas locais (UTC +9)

## Resultados

### Bateria
Qualificação: Os 4 de cada bateria (Q) e os 4 mais rápidos (q) avançam para a semifinal.
Vento: Bateria 1: -0.1 m/s, Bateria 2: -0.5 m/s, Bateria 3: -0.3 m/s, Bateria 4: +0.3 m/s, Bateria 5: -0.2 m/s
| Colocação | Atleta                        | Tempo          |
| --------- | ----------------------------- | -------------- |
| 1         | França Myriam Soumaré         | 22 s 71 (SB) Q |
| 2         | Jamaica Kerron Stewart        | 22 s 83 Q      |
| 3         | Rússia Yulia Gushchina        | 22 s 88 (SB) Q |
| 4         | Bahamas Nivea Smith           | 23 s 09 Q      |
| 5         | Japão Chisato Fukushima       | 23 s 25 q      |
| 6         | Estados Unidos Jeneba Tarmoh  | 23 s 60        |
| 7         | Camboja Seyha Chan            | 26 s 34 (PB)   |
|           | Suriname Ramona van der Vloot | DNS            |

| Colocação | Atleta                            | Tempo        |
| --------- | --------------------------------- | ------------ |
| 1         | Estados Unidos Carmelita Jeter    | 22 s 68 Q    |
| 2         | Jamaica Sherone Simpson           | 22 s 94 Q    |
| 3         | Rússia Elizabeta Savlinis         | 23 s 09 Q    |
| 4         | Ucrânia Elyzaveta Bryzgina        | 23 s 70 Q    |
| 5         | Brasil Vanda Gomes                | 23 s 70      |
| 6         | Cazaquistão Viktoriya Zyabkina    | 24 s 09      |
| 7         | Ilhas Maurícias Mary Jane Vincent | 25 s 20 (SB) |
|           | Nigéria Blessing Okagbare         | DNS          |

| Colocação | Atleta                                 | Tempo          |
| --------- | -------------------------------------- | -------------- |
| 1         | Países Baixos Dafne Schippers          | 22 s 69 (PB) Q |
| 2         | Estados Unidos Allyson Felix           | 22 s 71 Q      |
| 3         | Brasil Ana Claudia Silva               | 22 s 96 Q      |
| 4         | Granada Janelle Redhead                | 23 s 11 Q      |
| 5         | Ilhas Virgens Americanas Allison Peter | 23 s 17 q      |
| 6         | Nigéria Endurance Abinuwa              | 23 s 53        |
| 7         | Essuatíni Phumlile Ndzinisa            | 24 s 15 (PB)   |
| 8         | Maldivas Afa Ismail                    | 26 s 48        |

| Colocação | Atleta                             | Tempo          |
| --------- | ---------------------------------- | -------------- |
| 1         | Estados Unidos Shalonda Solomon    | 22 s 69 Q      |
| 2         | Ucrânia Mariya Ryemyen             | 22 s 77 Q      |
| 3         | Trinidad e Tobago Kai Selvon       | 22 s 89 (PB) Q |
| 4         | Bahamas Anthonique Strachan        | 23 s 20 Q      |
| 5         | Cuba Nelkis Casabona               | 23 s 21 q      |
| 6         | Polónia Anna Kiełbasińska          | 23 s 34        |
| 7         | Canadá Kimberly Hyacinthe          | 23 s 83        |
| 8         | Chade Hinikissia Albertine Ndikert | 24 s 81 (PB)   |

| \| Colocação \| Atleta \| Tempo \| \| --------- \| -------------------------------- \| -------------- \| \| 1 \| Jamaica Veronica Campbell-Brown \| 22 s 46 Q \| \| 2 \| Bulgária Ivet Lalova \| 22 s 62 (SB) Q \| \| 3 \| Bahamas Debbie Ferguson-McKenzie \| 22 s 86 Q \| \| 4 \| Ucrânia Hrystyna Stuy \| 22 s 92 (PB) Q \| \| 5 \| Grã-Bretanha Anyika Onuora \| 22 s 93 (PB) q \| \| 6 \| Suécia Moa Hjelmer \| 23 s 31 \| \| 7 \| Irão Maryam Toosi \| 24 s 17 \| \| 8 \| Gâmbia Fanny Shonobi \| 25 s 55 (SB) \| |                                  |                |
| Colocação | Atleta                           | Tempo          |
| 1 | Jamaica Veronica Campbell-Brown  | 22 s 46 Q      |
| 2 | Bulgária Ivet Lalova             | 22 s 62 (SB) Q |
| 3 | Bahamas Debbie Ferguson-McKenzie | 22 s 86 Q      |
| 4 | Ucrânia Hrystyna Stuy            | 22 s 92 (PB) Q |
| 5 | Grã-Bretanha Anyika Onuora       | 22 s 93 (PB) q |
| 6 | Suécia Moa Hjelmer               | 23 s 31        |
| 7 | Irão Maryam Toosi                | 24 s 17        |
| 8 | Gâmbia Fanny Shonobi             | 25 s 55 (SB)   |

### Semifinal
Qualificação: Os 2 de cada bateria (Q) e os 2 mais rápidos (q) avançam para a final.
Vento: Bateria 1: -0.7 m/s, Bateria 2: -0.1 m/s, Bateria 3: -1.8 m/s 
| Colocação | Atleta                         | Tempo     |
| --------- | ------------------------------ | --------- |
| 1         | Estados Unidos Carmelita Jeter | 22 s 47 Q |
| 2         | Jamaica Sherone Simpson        | 22 s 88 Q |
| 3         | Ucrânia Mariya Ryemyen         | 22 s 94   |
| 4         | Brasil Ana Claudia Silva       | 22 s 97   |
| 5         | França Myriam Soumaré          | 23 s 02   |
| 6         | Bahamas Nivea Smith            | 23 s 06   |
| 7         | Cuba Nelkis Casabona           | 23 s 32   |
| 8         | Japão Chisato Fukushima        | 23 s 52   |

| Colocação | Atleta                                 | Tempo          |
| --------- | -------------------------------------- | -------------- |
| 1         | Estados Unidos Shalonda Solomon        | 22 s 46 Q      |
| 2         | Jamaica Kerron Stewart                 | 22 s 77 Q      |
| 3         | Ucrânia Hrystyna Stuy                  | 22 s 79 q (PB) |
| 4         | Bahamas Debbie Ferguson-McKenzie       | 22 s 85 q      |
| 5         | Países Baixos Dafne Schippers          | 22 s 92        |
| 6         | Rússia Elizabeta Savlinis              | 23 s 04        |
| 7         | Grã-Bretanha Anyika Onuora             | 23 s 08        |
| 8         | Ilhas Virgens Americanas Allison Peter | 23 s 56        |

| Colocação | Atleta                          | Tempo     |
| --------- | ------------------------------- | --------- |
| 1         | Jamaica Veronica Campbell-Brown | 22 s 53 Q |
| 2         | Estados Unidos Allyson Felix    | 22 s 67 Q |
| 3         | Bulgária Ivet Lalova            | 23 s 03   |
| 4         | Trinidad e Tobago Kai Selvon    | 23 s 11   |
| 5         | Rússia Yulia Gushchina          | 23 s 26   |
| 6         | Granada Janelle Redhead         | 23 s 57   |
| 7         | Bahamas Anthonique Strachan     | 23 s 85   |
|           | Ucrânia Elyzaveta Bryzgina      | DNF       |

### Final
Vento: -1.0 m/s . 
| Colocação         | Faixa | Nome                     | Nacionalidade  | Tempo | Nota |
| ----------------- | ----- | ------------------------ | -------------- | ----- | ---- |
| Medalha de ouro   | 5     | Veronica Campbell-Brown  | Jamaica        | 22.22 | SB   |
| Medalha de prata  | 4     | Carmelita Jeter          | Estados Unidos | 22.37 |      |
| Medalha de bronze | 3     | Allyson Felix            | Estados Unidos | 22.42 |      |
| 4                 | 6     | Shalonda Solomon         | Estados Unidos | 22.61 |      |
| 5                 | 8     | Kerron Stewart           | Jamaica        | 22.70 |      |
| 6                 | 1     | Debbie Ferguson-McKenzie | Bahamas        | 22.96 |      |
| 7                 | 2     | Hrystyna Stuy            | Ucrânia        | 23.02 |      |
| 8                 | 7     | Sherone Simpson          | Jamaica        | 23.17 |      |

Legenda
| Recorde mundial       | Recorde mundial (World record)               |                       | Recorde africano                      | Recorde africano (African) |                                           | Q | Classificado por posição (Qualified) |
| Recorde do campeonato | Recorde do campeonato (Championship record)  | Recorde da América    | Recorde da América (Americas)         | q                          | Classificado por melhor tempo (Qualified) |   |                                      |
| Melhor marca do ano   | Melhor marca do ano (World leading)          | Recorde asiático      | Recorde asiático (Asian)              | DNS                        | Não largou (Did not start)                |   |                                      |
| Recorde nacional      | Recorde nacional (National record)           | Recorde europeu       | Recorde europeu (European)            | DNF                        | Não terminou (Did not finish)             |   |                                      |
| Recorde pessoal       | Recorde pessoal do atleta (Personal best)    | Recorde da Oceania    | Recorde da Oceania (Oceania)          | DSQ / DQ                   | Desclassificado (Disqualified)            |   |                                      |
| Recorde da temporada  | Recorde da temporada do atleta (Season best) | Recorde sul-americano | Recorde sul-americano (South America) | NM                         | Sem marca (No mark)                       |   |                                      |